# Pandanus grusonianus
Pandanus grusonianus är en enhjärtbladig växtart som beskrevs av Lucien Linden och Émile Rodigas. Pandanus grusonianus ingår i släktet Pandanus och familjen Pandanaceae. Inga underarter finns listade.